# Mary Martin
Pour les articles homonymes, voir Mary Martin (artiste) et Martin.
Répertoire
• Annie du Far West
• South Pacific
• Peter Pan
• La Mélodie du bonheur
• Hello, Dolly!
Mary Virginia Martin, née le 1er décembre 1913 à Weatherford (Texas), morte le 3 novembre 1990 à Rancho Mirage (Californie), est une actrice et chanteuse américaine.

## Biographie

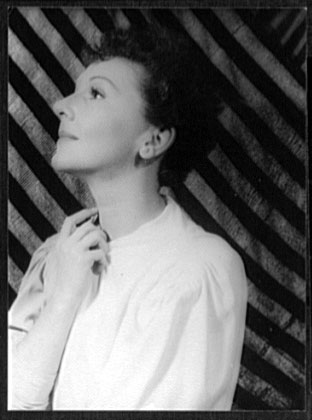
Photographiée en 1949 par Carl van Vechten

Mary Martin débute au théâtre à Broadway en 1938 et s'y produit jusqu'en 1978, principalement dans des comédies musicales (plus trois pièces). Elle est notamment la créatrice, en 1959, du rôle de Maria von Trapp, dans la comédie musicale La Mélodie du bonheur, rôle repris par Julie Andrews dans l'adaptation cinématographique de 1965.
Au cinéma, elle tourne quelques films américains à la fin des années 1930 et dans les années 1940. À la télévision, elle reprend notamment dans deux téléfilms, en 1957 et 1960, ses rôles dans deux autres comédies musicales à succès, Annie du Far West et Peter Pan (elle avait déjà repris, à l'occasion d'une série de 1955, le rôle de Peter Pan qu'elle avait créé à Broadway l'année précédente). Ultimes prestations, elle participe à deux séries (chacune, un épisode) en 1983 et 1985.
Elle mène également une carrière de chanteuse de cabaret et de radio. Pour ses contributions à la musique et à la radio, deux étoiles lui sont dédiées sur le Walk of Fame d'Hollywood Boulevard.
Mary Martin est la mère de l'acteur Larry Hagman, choriste (non crédité) dans la production originale de South Pacific à Broadway, où elle crée le rôle de Nellie Forbush en 1949, aux côtés du chanteur d'opéra Ezio Pinza.

## Théâtre
(comédies musicales, à Broadway, sauf mention contraire)
- 1938-1939 : Leave It to Me!, musique et lyrics de Cole Porter, livret de Bella et Sam Spewack, avec Gene Kelly, Victor Moore
- 1943-1945 : One Touch of Venus, musique, arrangements et orchestrations de Kurt Weill, lyrics d'Ogden Nash, livret de S.J. Perelman et Ogden Nash, mise en scène d'Elia Kazan, direction musicale de Maurice Abravanel
- 1946 : Lute Song, musique de Raymond Scott, lyrics de Bernard Hanigen, livret de Sidney Howard et Will Irwin, avec Yul Brynner
- 1947-1948 : Annie du Far West (Annie Get Your Gun), musique et lyrics d'Irving Berlin, livret de Dorothy et Herbert Fields (en tournée aux États-Unis)
- 1949-1951 : South Pacific, musique de Richard Rodgers, lyrics d'Oscar Hammerstein II, livret d'Oscar Hammerstein II et Joshua Logan, production de Rodgers-Hammerstein, mise en scène et chorégraphie de Joshua Logan, orchestrations de Robert Russell Bennett, avec Ezio Pinza, Betta St. John, Harvey Stephens, Richard Loo, Biff McGuire (rôle repris à Londres en 1951)
- 1953-1954 : King Sir, pièce de Norman Krasna, mise en scène et production de Joshua Logan, avec Charles Boyer, Frank Conroy, Margalo Gillmore
- 1954-1955 : Peter Pan, musique de Marc Charlap, lyrics de Carolyn Leigh, d'après les personnages de J. M. Barrie, musique additionnelle de Jule Styne, lyrics additionnels de Betty Comden et Adolph Green, musique de scène d'Elmer Bernstein et Trude Rittmann (en), mise en scène et chorégraphie de Jerome Robbins, avec Margalo GillmoreScène de Peter Pan (1954-1955)

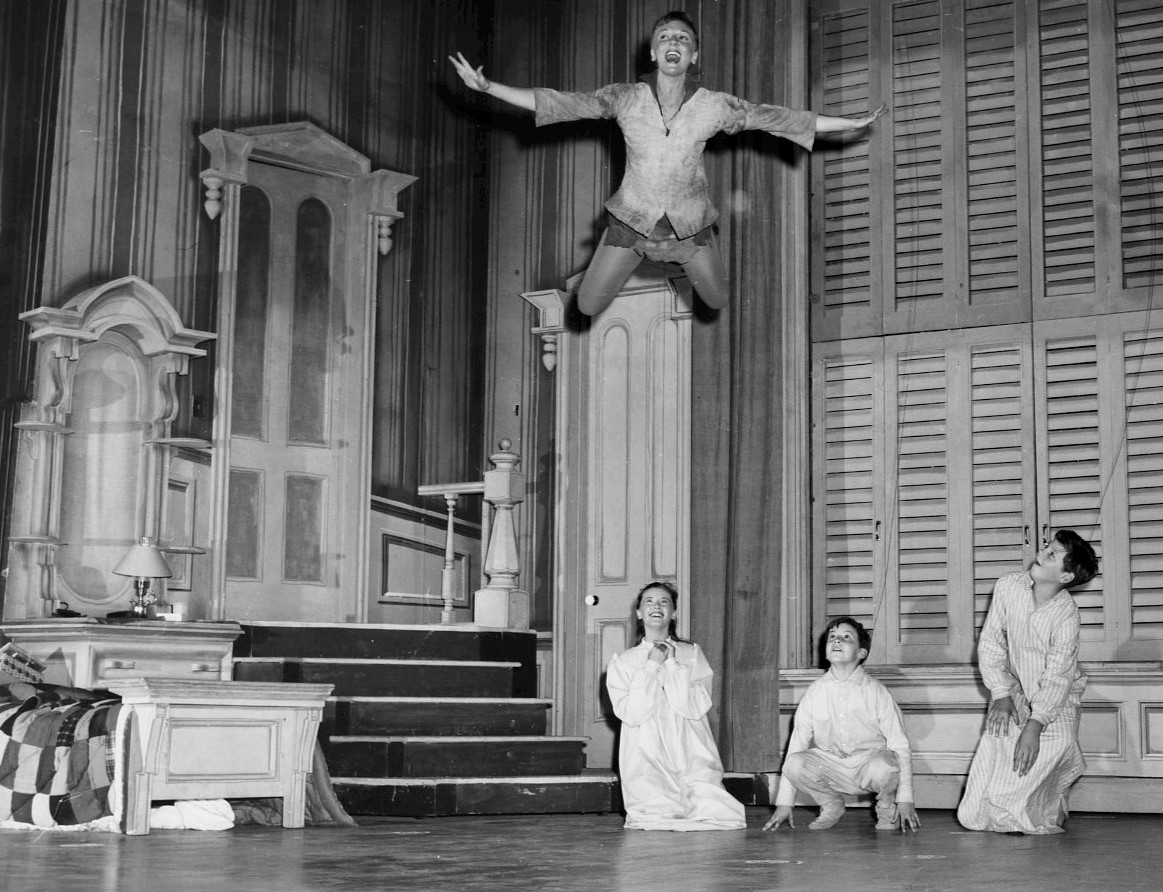
Scène de Peter Pan (1954-1955)

- 1955 : The Skin of Our Teeth, pièce de Thornton Wilder, avec George Abbott, Helen Hayes, Don Murray
- 1959-1963 : La Mélodie du bonheur (The Sound of Music), musique de Richard Rodgers, lyrics d'Oscar Hammerstein II, livret de Howard Lindsay et Russel Crouse, d'après les écrits de Maria Augusta Trapp, orchestrations de Robert Russell Bennett, mise en scène de Vincent J. Donehue, avec Kurt Kasznar, Theodore Bikel
- 1963 : Jennie (en), musique d'Arthur Schwartz, lyrics de Howard Dietz, livret d'Arnold Schulman, orchestrations de Philip J. Lang et Robert Russell Bennett, mise en scène de Vincent J. Donehue, costumes d'Irene Sharaff
- 1965-1966 : Hello, Dolly!, musique et lyrics de Jerry Herman, livret de Michael Stewart (en tournée aux États-Unis, puis dans le Monde)
- 1966-1968 : I Do ! I Do !, musique de Harvey Schmidt, lyrics et livret de Tom Jones, mise en scène de Gower Champion, avec Robert Preston (à Broadway, puis en tournée aux États-Unis)
- 1978 : Do you turn Sommersaults ?, pièce d'Alexeï Arbouzov, avec Anthony Quayle (à Broadway, puis en tournée aux États-Unis)
- 1986 : Legends, pièce de James Kirkwood Jr., avec Carol Channing (en tournée aux États-Unis)

## Filmographie

### Cinéma
- 1938 : Les Deux Bagarreurs (Battle of Broadway) de George Marshall : Linda Lee
- 1939 : The Great Victor Herbert d'Andrew L. Stone : Louise Hall
- 1940 : Love Thy Neighbor (en) de Mark Sandrich : Mary Allen
- 1940 : Rhythm on the River de Victor Schertzinger : Cherry Lane
- 1941 : Vedette à tout prix (Kiss the Boys Goodbye) de Victor Schertzinger : Cindy lou Bethany
- 1941 : Birth of the Blues de Victor Schertzinger : Betty Lou Cobb
- 1941 : New York Town de Charles Vidor : Alexandra Curtis
- 1942 : Au pays du rythme (Star Spangled Rythm) de George Marshall : Mary Martin
- 1943 : Pris sur le vif de George Marshall : Bonnie Porter
- 1943 : Happy go Lucky de Curtis Bernhardt : Marjory Stuart
- 1946 : Nuit et Jour (Night and Day) de Michael Curtiz : Mary Martin

### Télévision
- 1955 : Peter Pan : Peter Pan
- 1956 : Born Yesterday : Billie Dawn
- 1957 : Annie du Far West (Annie get your Gun), de Vincent J. Donehue : Annie Oakley
- 1960 : Peter Pan de Vincent J. Donehue : Peter Pan
- 1979 : Valentine : Gracie Schwartz
- 1983 : La croisière s'amuse (The Love Boat) : Hannah Harvey
- 1985 : Le Juge et le Pilote (Hardcastle & McCormick) : Zora Hardcastle

## Récompenses
- Trois Tony Awards de la « meilleure actrice dans un musical » (« Tony Award for Best Performance by a Leading Actress in a Musical ») :
  - En 1950 (4e cérémonie), pour South Pacific ;
  - En 1955 (9e cérémonie), pour Peter Pan ;
  - Et en 1960 (14e cérémonie), pour La Mélodie du bonheur.
- Un Emmy Award en 1955 (7e cérémonie) de la « meilleure actrice dans une mini-série » (« Primetime Emmy Award for Outstanding Lead Actress - Miniseries or a Movie »), pour Peter Pan.